# Студзянка (Вармінсько-Мазурське воєводство)
Студзянка (пол. Studzianka, нім. Wonneberg) — село в Польщі, у гміні Єзьорани Ольштинського повіту Вармінсько-Мазурського воєводства.
Населення — 131 особа (2011).
У 1975-1998 роках село належало до Ольштинського воєводства.

## Демографія
Демографічна структура станом на 31 березня 2011 року:
|          | Загалом | Допрацездатний вік | Працездатний вік | Постпрацездатний вік |
| -------- | ------- | ------------------ | ---------------- | -------------------- |
| Чоловіки | 66      | 16                 | 45               | 5                    |
| Жінки    | 65      | 14                 | 38               | 13                   |
| Разом    | 131     | 30                 | 83               | 18                   |